# Chicago Bioscope
De Chicago Bioscope was een theater met film- en variétévoorstellingen aan de Broerstraat in Nijmegen. De bioscoop was gelieerd aan een bioscoop met dezelfde naam in Den Bosch, later is er een Chicago Bioscope in Eindhoven geopend.

## Geschiedenis
Al twee jaar voor de opening van het theater op 11 mei 1910 werden er bioscoopvoorstellingen onder de titel the best in the world georganiseerd in de grote zaal van de Vereeniging in Nijmegen door de Chicago-Bioscope uit Den Bosch. Daarbij hoort ook een 35mm-film met opnames van de Grote Markt en andere hoofdwegen, die de bioscoop zelf geproduceerd heeft. Momenteel is deze film in het bezit van het Eye Filmmuseum in Amsterdam.
In het theater werden diverse voorstellingen gegeven. Een doorlopende voorstelling kon bestaan uit meerdere korte zwijgende films, afgewisseld door live-pianomuziek, komisch-acrobatische acts en muzikale optredens van een orkest. De films waren van komische aard, maar ook natuuropnamen, Bioscope-Courant bioscoopjournaals en producties van grote studio’s als Gaumont en Pascali werden vertoond. Daarnaast waren er reguliere voorstelling van één of meerdere lange films.
Films als Saved from the Titanic (1912), Bébé Voyage (1912), Broncho Billy's Narrow Escape (1912), l'Enfant de Paris (1913), La Bergère d'Ivry (1913), Kit Carson (1928), Weary River (1929), Redskin (1929), en The Thrill Hunter (1933) zijn vertoond, maar ook heeft Louis Bouwmeester er opgetreden.

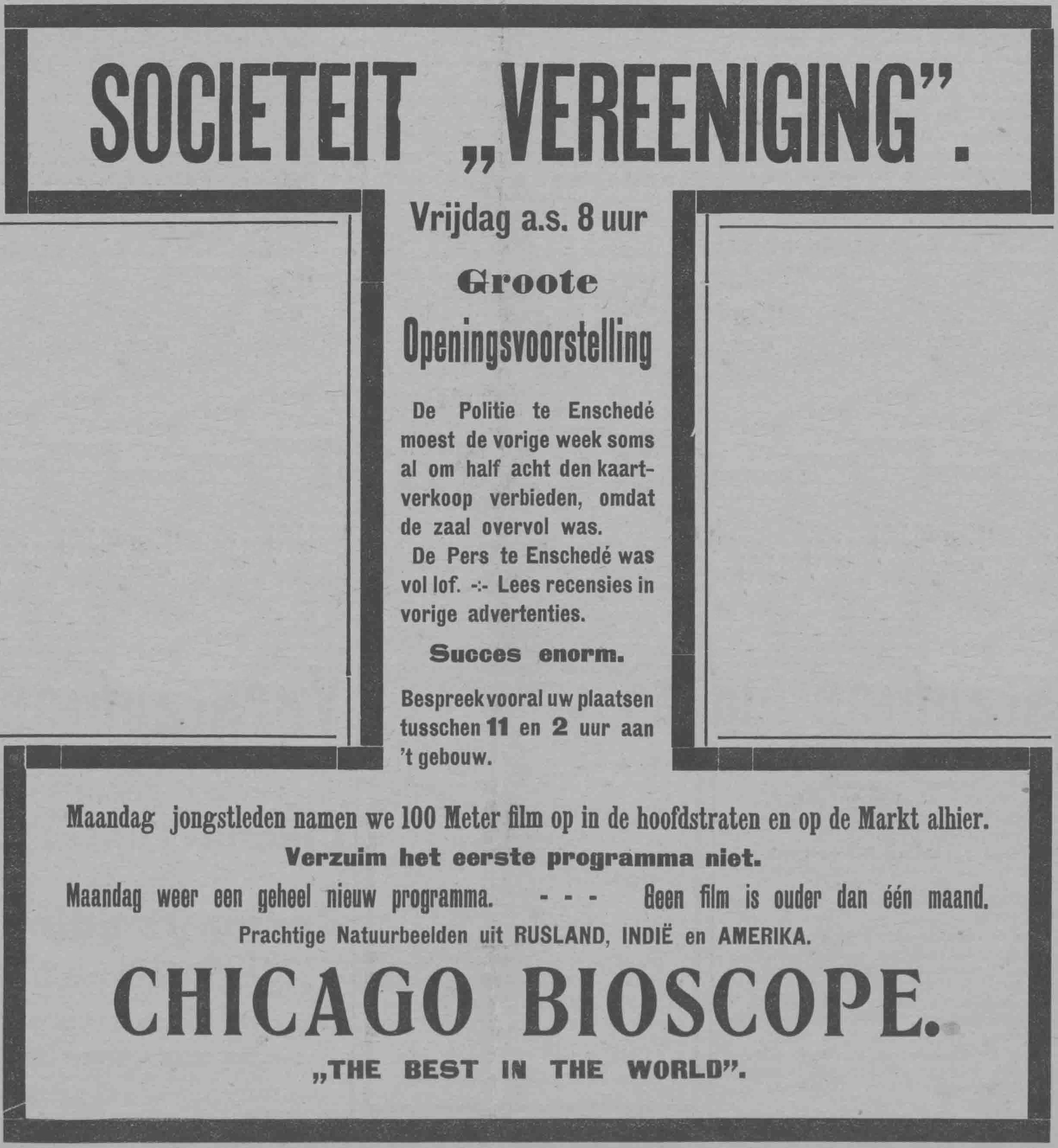
Advertentie voor de eerste voorstelling in Concertgebouw de Vereeniging in de Provinciale Geldersche en Nijmeegsche Courant.
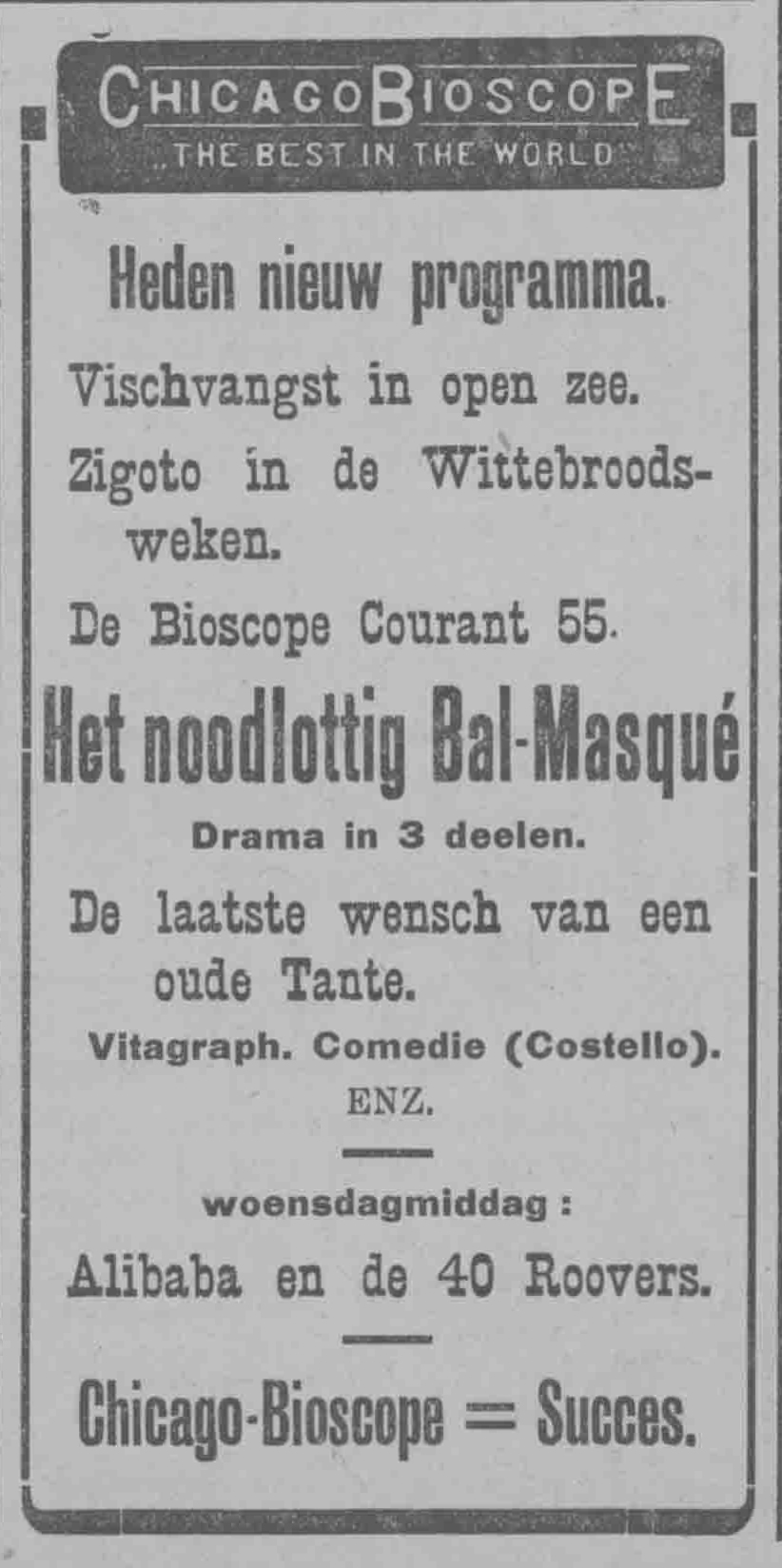
Voorbeeld van een voorstelling in het theater, zoals geadverteerd in de Provinciale Geldersche en Nijmeegsche Courant.

## Gebouw
Het theater werd gebouwd in een pand aan de Broerstraat dat eerst dienstdeed als magazijn voor gedistilleerde drank. De buitenzijde van het pand was felverlicht, om veel aandacht te trekken van bezoekers. Achtereenvolgens bevonden zich de vestibule met kassa’s, tochtportaal met toiletten en de wachtsalon. Vanuit daar was de zaal te bereiken. Eerste- en tweederangs plaatsen bestonden uit pluche klapstoelen, de derde rang had lederen klapstoelen. In totaal konden ruim 500 personen een voorstelling bijwonen. Onder het projectiedoek stond een vleugel, de pianist kon met een spiegel het beeld volgen om de juiste muziek te spelen.
Het theater werd tijdens het bombardement van 22 februari 1944 op de Nijmeegse binnenstad compleet verwoest. Het Carolus Theater aan Plein 1944 werd in 1954 gebouwd als vervanging van de verwoeste Chicago-Bioscope. Inmiddels is ook dit vervangende theater weer opgedoekt.

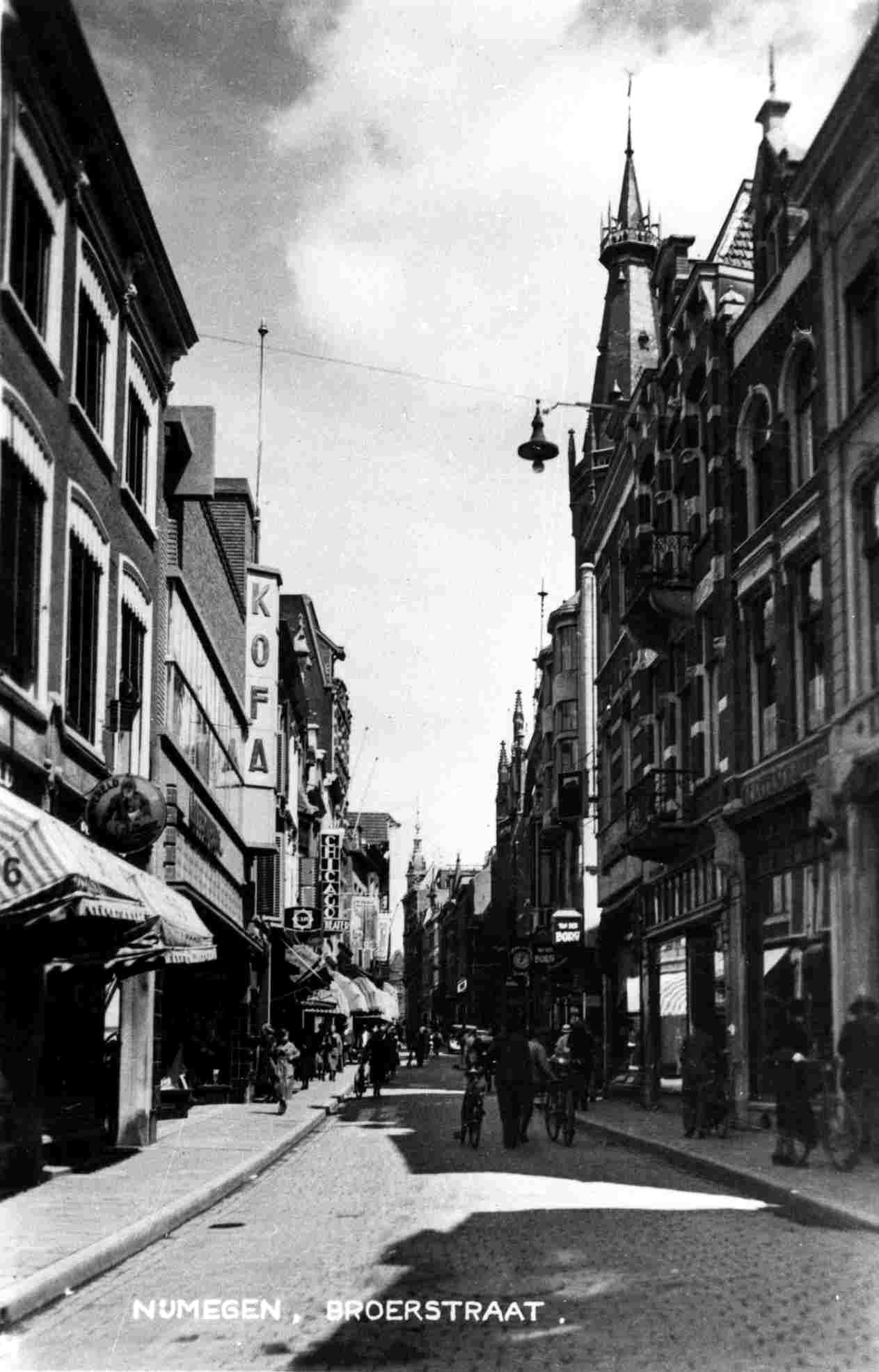
De Broerstraat in 1930, met aan de linkerkant het theater.
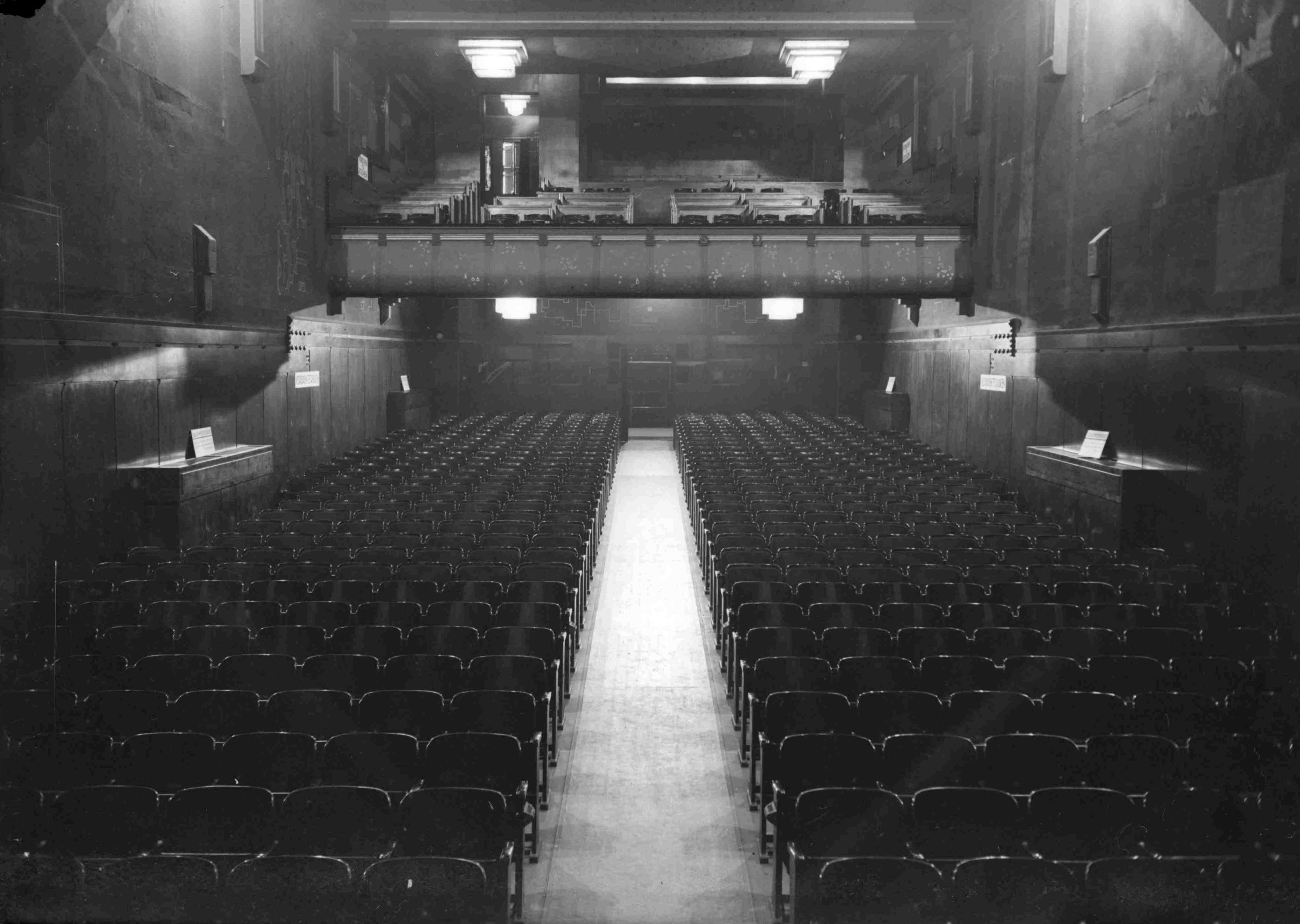
De zaal van het theater, met ruim 500 stoelen.
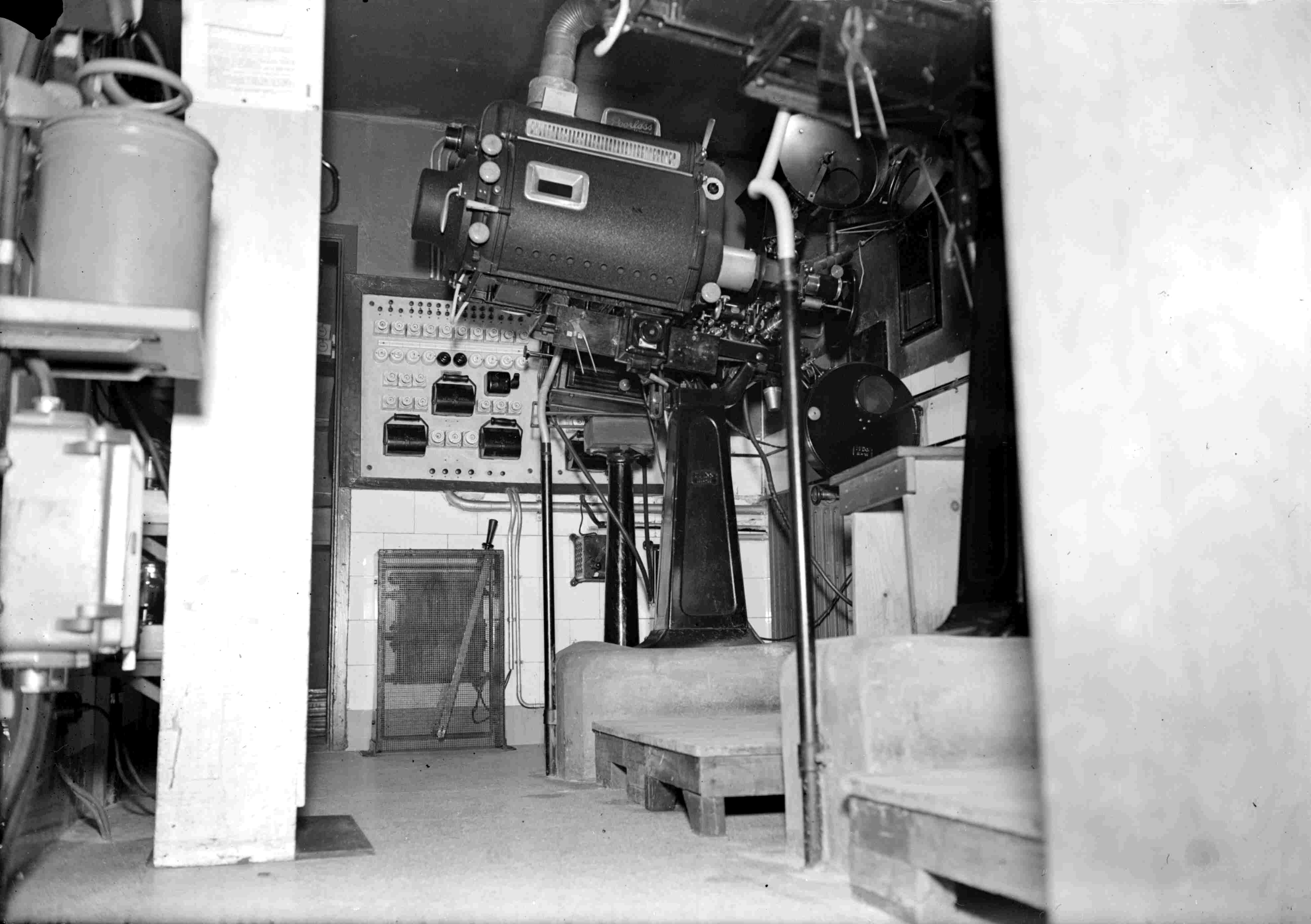
Filmcabine van het theater, 1942.